# 1 Pułk Armat Polowych (austro-węgierski)
Pułk Armat Polowych Nr 1 (FKR. Nr. 1) – pułk artylerii cesarskiej i królewskiej Armii.

## Historia oddziału
1 maja 1885, w wyniku przeprowadzonej reorganizacji artylerii, na bazie dotychczasowego 7. Pułku Artylerii Polowej został utworzony 1. Ciężki Dywizjon (niem. 1. Szwere Batterie-Divisions). Dywizjon stacjonował w Krakowie i wchodził w skład 1 Brygady Artylerii. Na stanowisko komendanta dywizjonu wyznaczony został ppłk Moritz Laizner, dotychczasowy oficer sztabowy 7. Pułku Artylerii Polowej, uczestnik wojny prusko-austriackiej, w 1866 odznaczony Krzyżem Zasługi Wojskowej z dekoracją wojenną. Obowiązki adiutanta dywizjonu powierzono ppor. Alojzemu Zielince. Ponadto wśród kadry oficerskiej dywizjonu znaleźli się por. Henryk Towarek, późniejszy tytularny pułkownik, por. Jan Manowarda von Jana i ppor. Kazimierz Teichmann, późniejszy komendant Pułku Armat Polowych Nr 28. W tym samym roku dowództwo dywizjonu objął major Wenzel Churfürst, który 1 maja 1888 awansował na podpułkownika. Natomiast ppłk Laizner został przeniesiony do Budapesztu na stanowisko komendanta 4. Węgierskiego Pułku Artylerii Korpuśnej i tam 4 grudnia 1887 awansowany na pułkownika. Jesienią 1886 do pułku wcielony został ppor. Erazm Grotowski.
W 1888 dywizjon został przeniesiony do Wadowic, a w 1890 przeniesiony ponownie do Krakowa i przemianowany na 1. Dywizjon. W tym samym roku nastąpiła zmana na stanowisku komendanta dywizjonu. Podpułkownik Churfürst został przeniesiony w stan spoczynku, a na jego miejsce przybył ppłk Johann Skalla. Służbę w dywizjonie rozpoczął ppor. Jan Hubischta. W 1892, w dywizjonie, rozpoczął swoją karierę ppor. Ignacy Kazimierz Ledóchowski.
1 stycznia 1894, w następstwie kolejnej reorganizacji austro-węgierskiej artylerii, dotychczasowy 1. Dywizjon został przeformowany w 1. Pułk Artylerii Dywizyjnej (niem. 1. Divisions-Artillerie-Regiment) i ponownie dyslokowany do Wadowic. Obowiązki komendanta pułku objął Johann Skalla, awansowany na pułkownika 25 listopada 1893. Korpus oficerski pułku uzupełnili m.in. podporucznicy Piotr Przygodzki i Józef Zagórski. Nowo utworzony pułk wchodził w skład 1 Brygady Artylerii w Krakowie.
W 1895 pułkownik Skalla został przeniesiony w stan spoczynku. Nowym komendantem pułku został ppłk Joseph von Rossek. W tym samym roku dr Karol Karowski zastąpił dr Aleksandra Kulczyckiego na stanowisku lekarza pułkowego.
W 1897 pułk został przeniesiony do Krakowa. Jego szeregi zasilił kadet–zastępca oficera Rudolf Obraczay.
W 1914 pułk stacjonował w garnizonie Kraków, w koszarach artylerii w Łobzowie i wchodził w skład 1 Brygady Artylerii Polowej.
Pułk obchodził swoje święto 24 czerwca, w rocznicę bitwy pod Custozą stoczonej w 1866.
Skład etniczny - 49% Polaków, 27% Niemców, 24% innych.
W 1916 oddział został przemianowany na Pułk Armat Polowych Nr 12. Równocześnie dotychczasowy Pułk Armat Polowych Nr 12 został przeformowany w Pułk Haubic Polowych Nr 31.
W 1918 oddział został przemianowany na Pułk Artylerii Polowej Nr 12.

## Żołnierze
Komendanci pułku
- ppłk / płk Johann Skalla (1894 – 1895)
- ppłk / płk Joseph von Rossek (1895[20]  – 1900)
- ppłk / płk Gustav von Lauffer (od 1900)
- płk Aleksander Truszkowski (1914)

Oficerowie
- por. rez. Alfred Chmelik
- por. rez. Krzysztof Obertyński
- ppor. Rudolf Patočka (w latach 1908–1913)
- ppor. rez. Stanisław Lechner